# Deflexilodes norvegicus
Deflexilodes norvegicus is een vlokreeftensoort uit de familie van de Oedicerotidae. De wetenschappelijke naam van de soort is voor het eerst geldig gepubliceerd in 1860 door Boeck.